# Шахматный стол

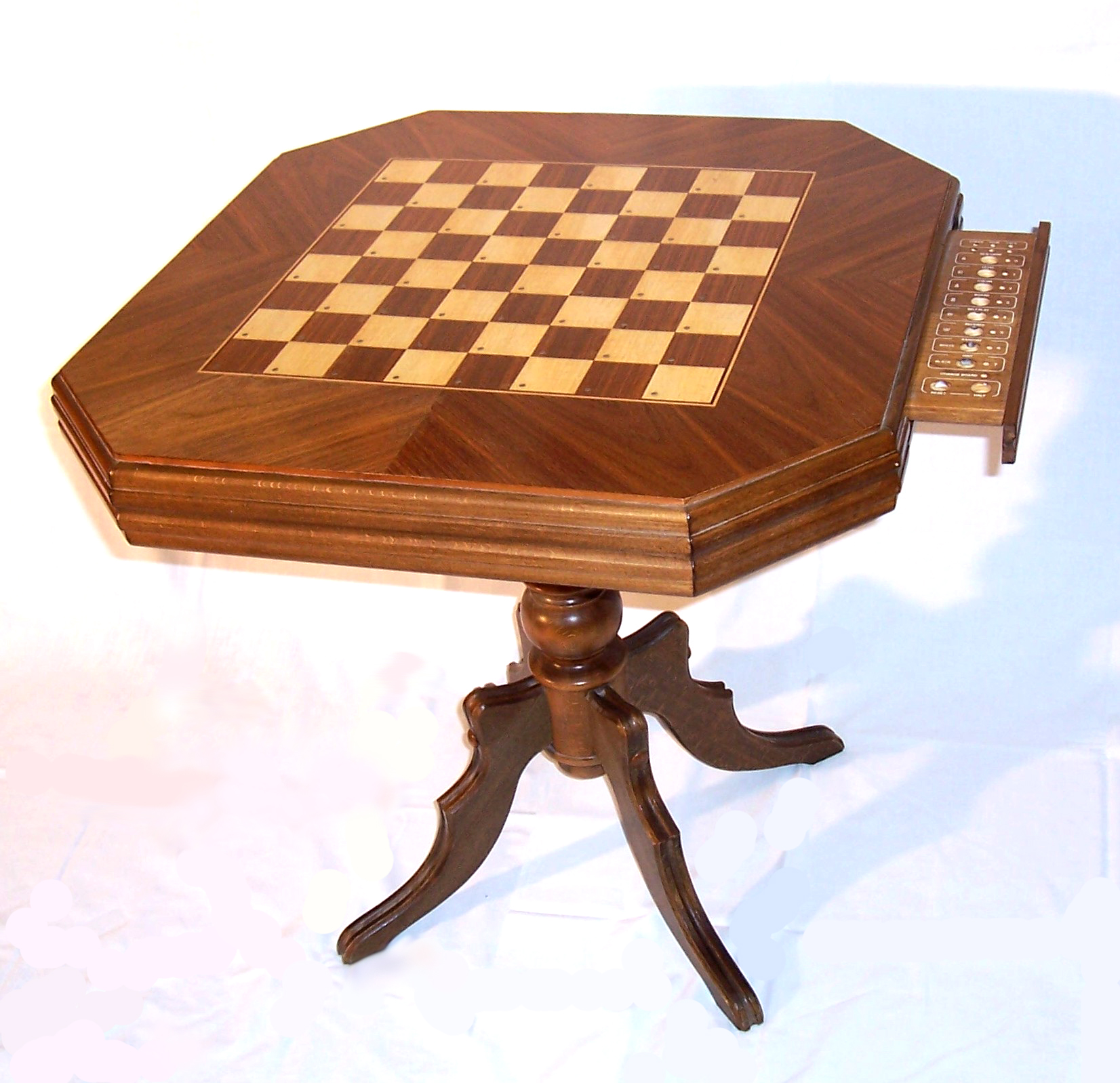
Шахматный стол

Ша́хматный стол — стол, функционально приспособленный для игры в шахматы. Шахматная доска при этом, как правило, является неотъемлемой частью крышки стола.
Шахматный стол может оборудоваться ящиками для хранения шахматных фигур. Различают уличные и турнирные шахматные столы. Шахматные столы на турнирах ФИДЕ имеют высоту 74 см, длину 110 см ± 15 %, ширину 85 см. Шахматные столы, на которых игрались исторические партии, могут становиться музейными экспонатами.
Со 2-й половины XIX века шахматный стол стал также играть в интерьере декоративную роль. Шахматная доска на таких столах может выполняться в технике инкрустации с применением дорогих пород древесины (кедра, красного дерева, палисандра), камня, кости и др., может иметь резьбу и позолоту.
Во многих странах шахматные столы расположены в парках, садах, зелёных зонах университетских городков; также шахматными столами могут оборудоваться кафе и другие общественные места отдыха.

## Галерея

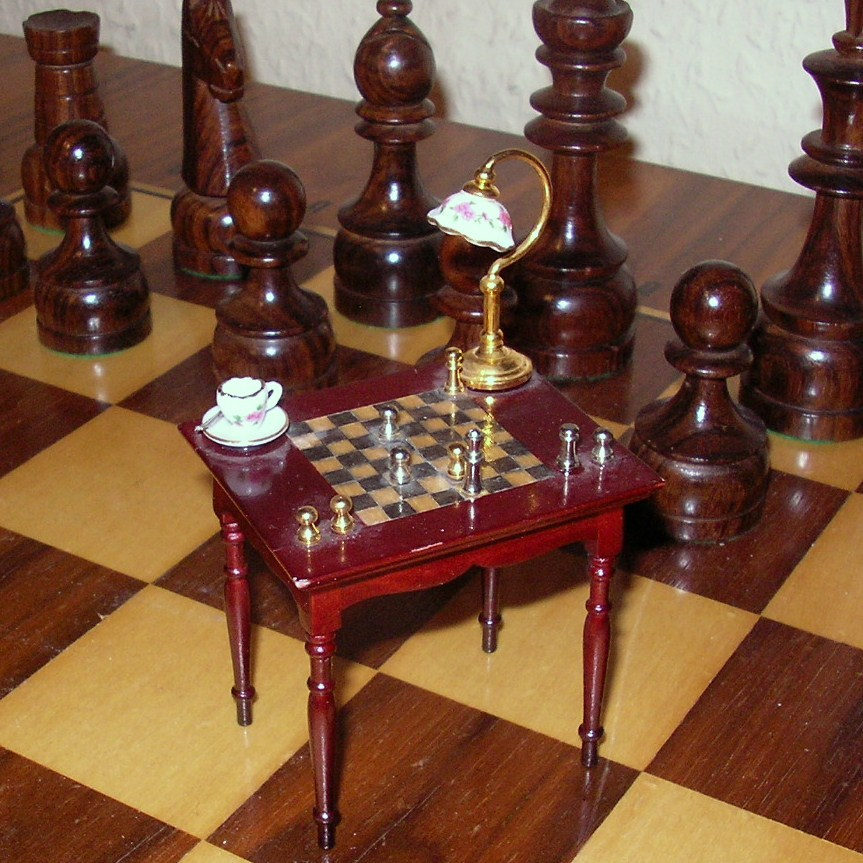
Миниатюрный шахматный стол в стиле Бидермейер
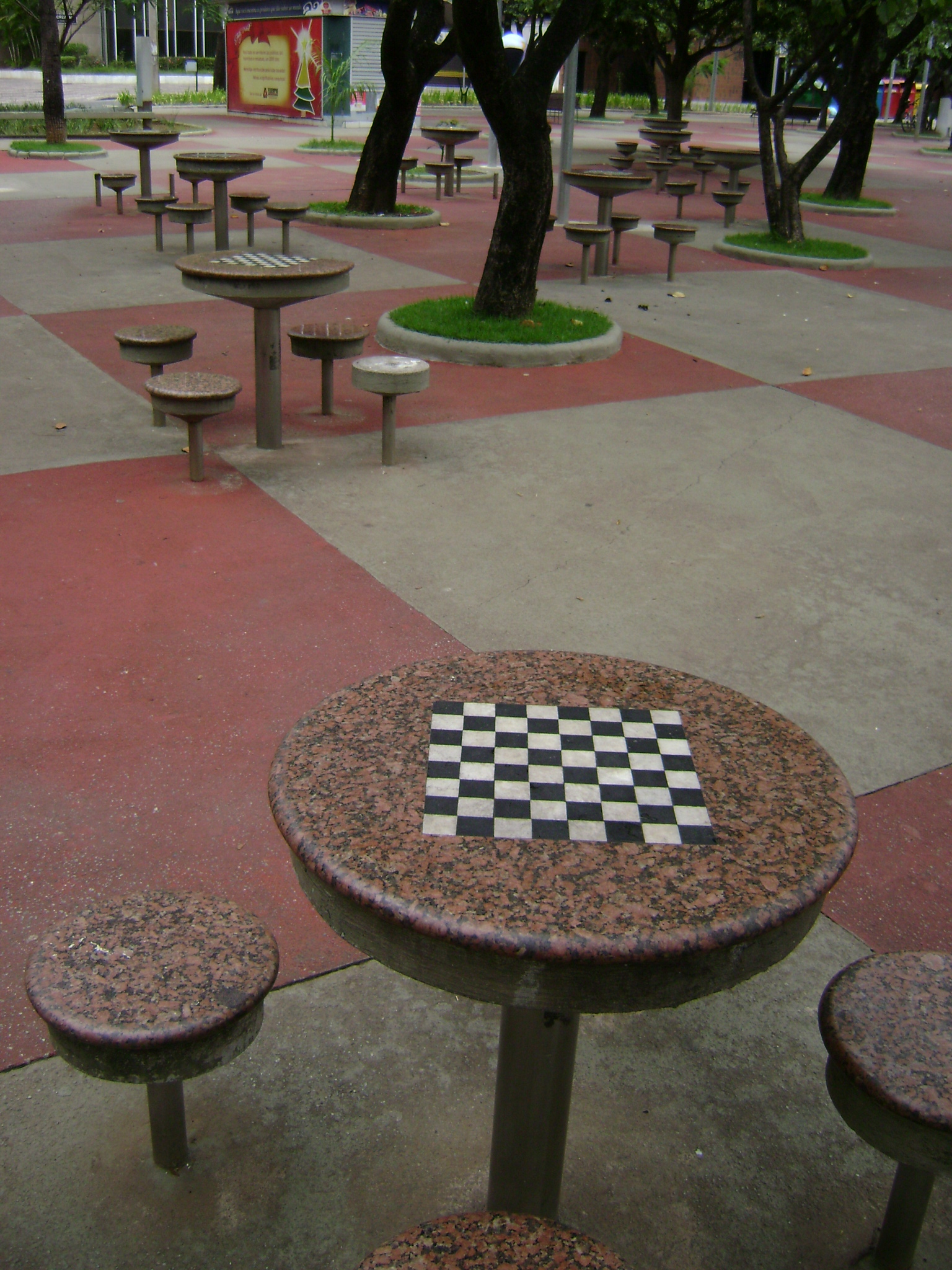
Парковый шахматный стол
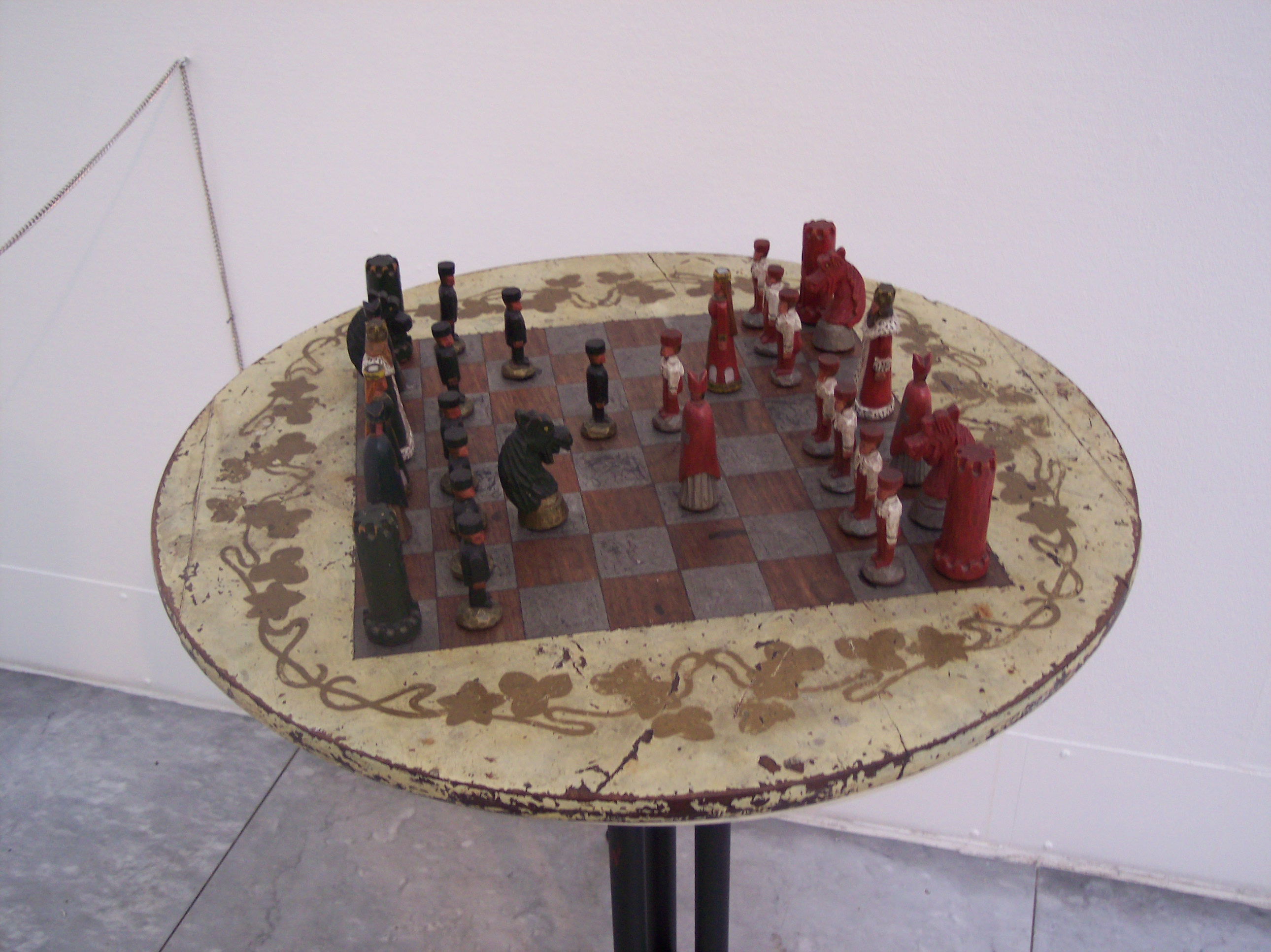
Шахматный стол в кафе
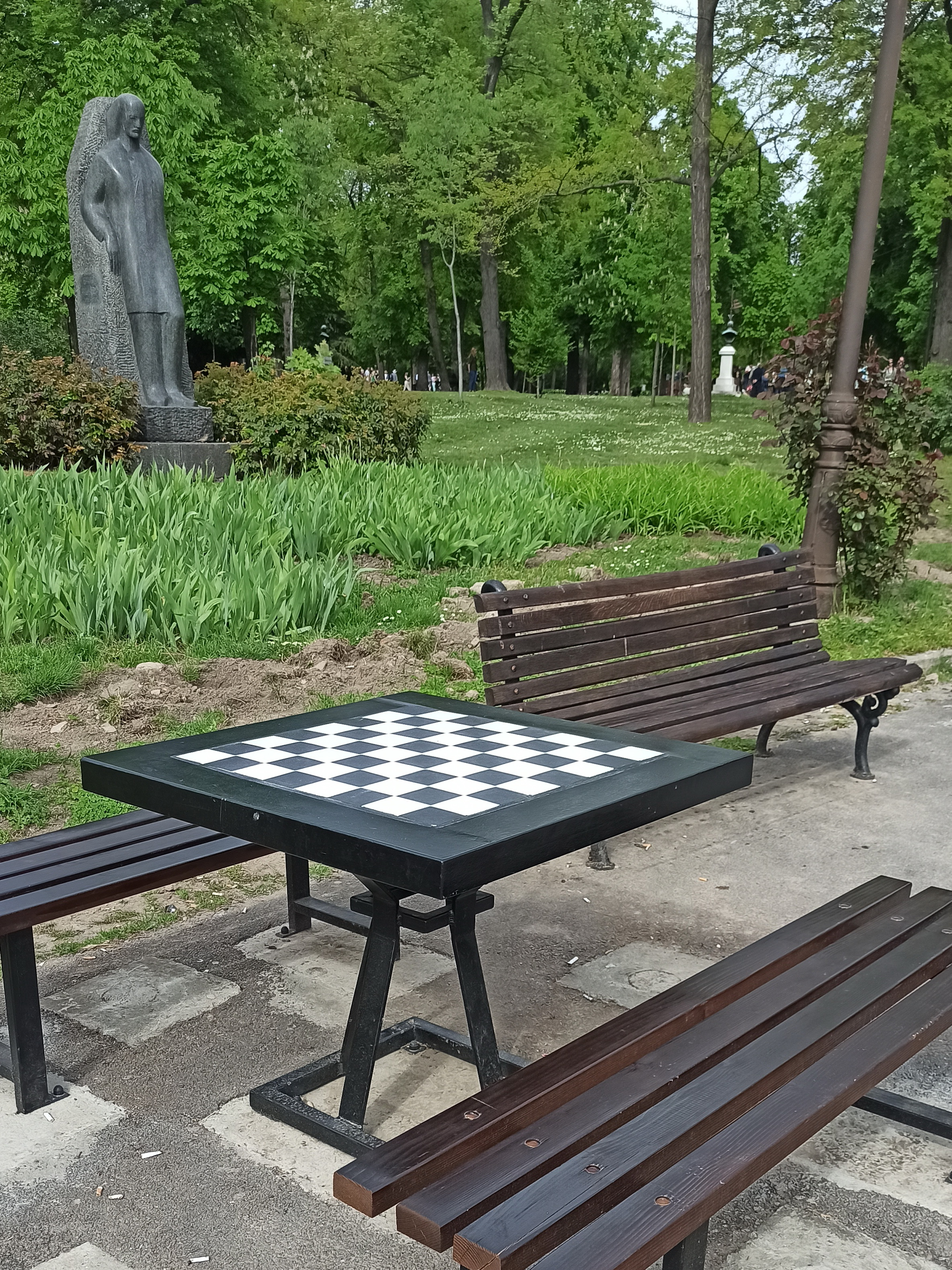
Металлический парковый шахматный стол, Белград
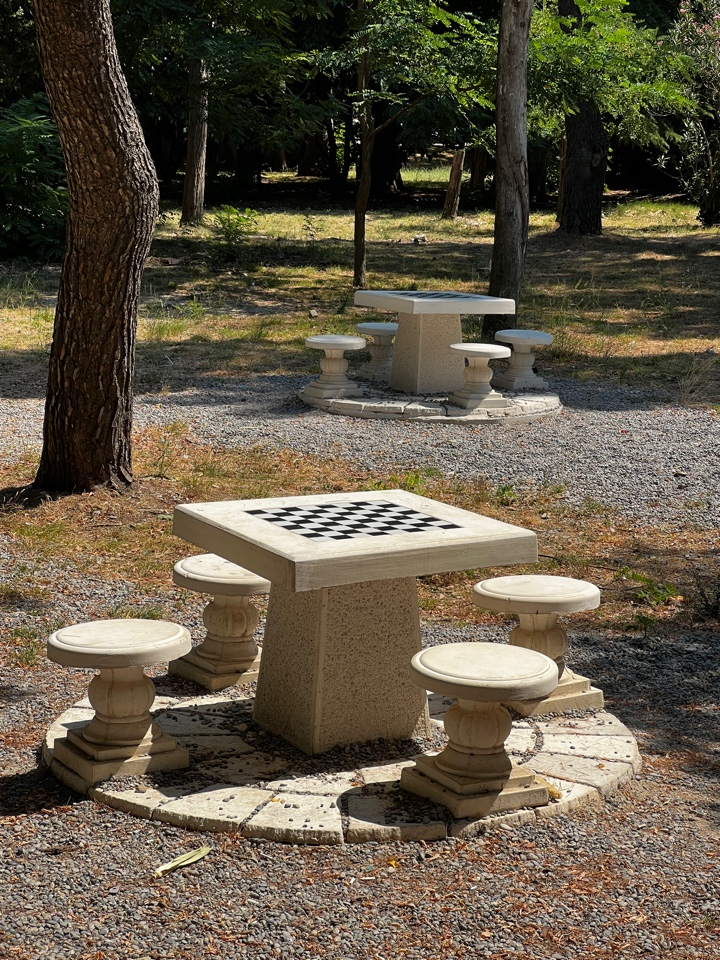
Парковый шахматный стол из камня. Бар, Черногория